# غاري فريدمان
غاري فريدمان (بالإنجليزية: Gary Friedman)‏ هو مسير أعمال أمريكي، ولد في 6 أغسطس 1957 في سان فرانسيسكو في الولايات المتحدة.